# 周钧 (吴江)
周钧，字伯鸿，江苏吴江人，清朝政治人物。
光绪三十年（1904年）至光绪三十一年（1905年），擔任利川知县。